# 仮想敵国
仮想敵国（かそうてきこく、英: hypothetical enemy）は、軍事戦略・作戦用兵計画を作成するうえにおいて、軍事的な衝突が発生すると想定される国をいう。
一部には仮想敵国イコール敵国との誤解も存在するが、必ずしも敵国となるという意味ではなく、あくまでも想定である。旧日本軍においては「想定敵国」、自衛隊用語では「対象国」と呼ぶ。

## 概説
仮想敵国は、ある国が国防方針、軍事戦略、作戦用兵計画などを立案する際に軍事的な衝突が発生して対立すると想定される国のことである。実際的な軍事力造成の計画を立案する上で、ある程度具体的な仮想敵国を設定することが必要である。
仮想敵国には以下の3種類に分類できる。
- 戦争勃発の危機に直面している関係にある、必然的な仮想敵国
- 戦争勃発の可能性がある関係にある、可能的な仮想敵国
- 現実に戦争が勃発する危険性はさほど高くないが、自国の軍事力の造成計画のための観念的対象や基準・目標としての、純仮想敵

## 意義
国防計画を策定する際には、兵員数・装備量・各種物資量などが具体的にいくら必要になるかという想定が必要になる。そのため仮想敵国を想定してオペレーションズ・リサーチなどを行う必要がある。無論、現実性を持たせるために多くの場合には隣国もしくは利害が対立する可能性のある国を対象として設定される。

## 歴史的事例
アメリカ合衆国は友好国に対しても、政変などにより敵国となった場合（ムアンマル・アル＝カッザーフィー大佐によるクーデター後のリビアや、イラン革命後のイランなどの前例がある）を想定して国防計画を立てているといわれている。たとえば2つの世界大戦の間には、カラーコード戦争計画と呼ばれる、特定の国と戦争状態になった際に発動する複数の作戦計画を立てていた。このうち日本を仮想敵国とした戦争計画はオレンジ計画、ドイツを仮想敵国とした戦争計画はブラック計画、イギリスおよびカナダ（1931年のウェストミンスター憲章採択まで、カナダは大英帝国内の自治領であった）を仮想敵国とした戦争計画はレッド計画と定めていた。カラーコード戦争計画は1939年に破棄され、新たに枢軸国となる国を対象としたレインボー・プランが策定された。
フランスでは第三共和政期には普仏戦争や第一次世界大戦の影響により、一貫してドイツを仮想敵国とし続けた。パリ講和会議においては自国が大戦の戦場として多大な被害を受けたこともあって、ドイツに対して最も厳しい要求を行った。また同じフランス語圏のベルギーとともにルール占領などの干渉政策を行うことで、ドイツの軍事的伸張を抑えようとした。外交面ではドイツの東にある新興独立国諸国と小協商と呼ばれる連携関係を構築しようとし、また露仏同盟と同様にドイツを挟撃するため自由主義国でありながらソビエト連邦にも接近した。また第一次世界大戦の生々しい凄惨な記憶から、塹壕戦での消耗を最大限に回避するためマジノ線を構築した。総工費約160億フラン、維持・補強費に140億フランを投入して仏独国境一帯に建設された要塞線は、外交的な配慮からベルギーとの国境付近から大西洋にかけて要塞（点）陣地にされたため、第二次世界大戦時のドイツ軍の機動車両によるアルデンヌへの奇襲と領土侵犯をともなったベルギー経由での侵攻に対処できなかった（ナチス・ドイツのフランス侵攻）。また防衛基本計画を国境防衛戦・陣地戦として想定したため、優秀な工業力を持ちながらも航空機や戦車など機動兵力が中心となった第二次世界大戦において兵装の近代化に遅れる結果となった。
ドイツでは帝政期にはオットー・フォン・ビスマルクが首相を務めていた時代はフランスを仮想敵国としてフランス包囲外交を行った（ビスマルク体制）。しかしヴィルヘルム2世即位後にはロシアと対立が深まり、露仏二正面作戦の「シュリーフェン・プラン」を策定し、第一次世界大戦で実践する。ナチス政権期にはアドルフ・ヒトラー総統が1937年の秘密会議において、将来、オーストリアおよびチェコスロバキアに対して軍事侵攻を行うが、その課程でフランスとの戦争状態が発生すると見込んでいた（ホスバッハ覚書）。このため陸軍参謀本部は対オーストリアの軍事計画「オットー作戦」、対チェコスロバキアの軍事計画「緑作戦」を立案している。またフランス国境付近にはマジノ線を意識してか、ドイツの伝説的英雄の名を冠したジークフリート線と呼ばれる要塞線を構築している。
日本においては、戦前には日露戦争まではロシアが仮想敵国であったが、1907年（明治40年）の帝国国防方針において、ロシア、アメリカ、ドイツ、フランスの順序に仮想敵国と設定された。1931年（昭和6年）の満洲事変以降はソ連との武力衝突の可能性からシベリアの極寒地に耐えられる装備を整えており、張鼓峰事件やノモンハン事件では、高度な機械化を達成したソ連軍の圧倒的な軍事力を相手に善戦するなどの成果も挙げている。
しかし、その後日中戦争の泥沼化とアメリカからの経済制裁の結果、戦争遂行に不可欠な石油資源を確保するために南方にある英仏蘭の植民地攻略に切り替えたが、兵器弾薬器材が南方の気候や風土に対応可能か、島嶼戦での兵器の運用法についても現状のままでよいかなどの課題にたいして、十分な見直しや話し合いが行われないまま太平洋戦争に突入した。日本陸軍は1943年の半ばまでは対ソ連戦に固執し、米軍の反攻作戦を軽視しており、ガダルカナル島やソロモン・ニューギニア島をめぐる戦いに対しては、あくまでも海軍への協力程度の認識であった。1943年9月以降、日本陸軍が主敵をソ連からアメリカに転換した結果、ソ連を仮想敵国とした装備は無駄になった。
一方で日本海軍はアメリカとの艦隊同士による決戦を想定して軍艦を建造していたが、実際の戦争は航空機中心の機動部隊が活躍する（日本軍自身も航空戦力を活用して、太平洋戦争の緒戦においてイギリス海軍の新鋭戦艦を撃沈している）戦いになったため、想定とは異なったものとなった。戦後の東西冷戦時代にはソ連からの軍事的脅威が最も大きく、ソ連が実質的な仮想敵国だった。防衛計画の大綱ではソ連の侵攻が最も予想される北海道に重点的に自衛隊の部隊配置が行われていた。北海道での運用を念頭において開発されたという90式戦車などが典型的な例である。

## 現代的事例
イージス艦の建造やPAC-3の配備によって北朝鮮への弾道ミサイル防衛を行う一方で中国に対しては日本海沿岸や南西諸島などへと武力侵攻の可能性を想定しており、南西シフトと呼ばれる離島への戦力配備や水陸機動団の創設がこれに当たる。
日本にとって韓国は、アメリカを介した間接的な同盟国であるが、2005年の米韓定例安全保障協議会において、韓国政府がアメリカ政府へ「日本を仮想敵国と表現するように要請していた」との事実がある。しかし日本と韓国は、中国と北朝鮮という共通の脅威に晒されている点で利害が一致しており、2010年の延坪島砲撃事件の後、日韓が軍事的防衛で急速に接近。物品役務相互提供協定（ACSA）の締結に向け動き出している。
アメリカについては「5つの潜在的脅威がある」とし、日本については「釣魚島（尖閣諸島の中国名）を日中双方の航空機や船舶が往来しており、軍事衝突が起きかねない」としている。